# Антюшевська
Антюше́вська (рос. Антюшевская) — присілок у складі Лузького району Кіровської області, Росія. Входить до складу Лузького міського поселення.
Населення становить 6 осіб (2010, 6 у 2002).
Національний склад станом на 2002 рік — росіяни 100 %.